# キタオットセイ
キタオットセイ（北膃肭臍、Callorhinus ursinus）は、ネコ目（食肉目）アシカ科キタオットセイ属に分類される鰭脚類。本種のみでキタオットセイ属を構成する。単にオットセイとも呼ばれる。

## 分布
アメリカ合衆国西部、ロシア東部の北太平洋、オホーツク海、ベーリング海
繁殖地としてはコマンドル諸島、千島列島、プリビロフ諸島、サン・ミゲル島、ロベン島などが確認されている。サン・ミゲル島の個体群を除いて、冬季になると越冬のため南下する。

## 形態
全長213センチメートル。体重オス180-270キログラム。メスよりもオスの方が大型になり、メスは最大全長150センチメートル。最大体重50キログラム。吻端は短く、やや下方へ向かう。全身は細かい下毛で密に被われる。
耳介は小型。
出産直後の幼獣は全長66-69センチメートルで、毛衣は黒い。オスの成獣は頸部の体毛が伸長して鬣状になり、毛衣は黒や暗褐色。幼獣やメスの成獣の毛衣は背面が灰色、腹面が赤褐色。

## 分類
アシカ科内では600万年前に他種と分岐した種と考えられている。

## 生態
海洋に生息する。
食性は動物食で、魚類（スケトウダラ、ハダカイワシなど）、イカなどを食べる。
繁殖形態は胎生。オスは繁殖地で5月に縄張りを形成し、上陸したメスは出産後に交尾を行う。6-8月に1回に1頭の幼獣を産む。授乳期間は約4週間。オスは生後7年（実際に繁殖を行うのは生後9-15年）、メスは生後3-4年で性成熟する。寿命はオスが15年、メスが30年。

## 人間との関係
過去には毛皮目的の乱獲により生息数が激減し、漁業による競合や混獲などにより生息数の減少が懸念されている。1786-1867年はプリビロフ諸島で2,500,000頭、1867-1911年は1,000,000頭以上が狩猟されたと推定されている。1892年に国際的に商業目的の捕獲が制限、1910年に海上捕獲やメスの捕獲が禁止、1985年に商業目的の捕獲が禁止されている。